# 京蔚高速公路
北京-蔚县高速公路，简称京蔚高速，京津冀跨省高速编号为S3701，是在北京市及河北省张家口市境内的一条高速公路，东起北京门头沟区西六环军庄立交（远期修建至北京海淀区西五环杏石口桥连接杏石口路），西至河北蔚县暖泉冀晋界连接S36广源高速，全长约184千米。由东向西共包括以下四段：北京109国道新线段(军庄桥-张涿高速，约69km)，河北张涿高速共线段(109国道新线高速-卧佛寺，约19km)，河北太行山高速京蔚段(卧佛寺-南杨庄，65.7km)，河北张石高速蔚县支线/西段(南杨庄-晋冀界，30.1km)。
这条高速主要以双向四车道为主（斋堂出口以东为双向六车道）。与张涿高速共线段于2014年通车；太行山高速京蔚段于2016年9月开工，2018年12月28日通车；京蔚西段2017年开工，2020年4月8日通车；北京109国道新线段2020年3月1日开工，西六环-灵山互通立交段2024年7月1日15时30分通车，灵山互通- 首都环线高速段2024年12月30日10时16分全线建成通车。

## 北京段

### 杏石口桥至军庄桥段（规划中）
根据北京市有关规划，京蔚高速远期规划修建连接既有五环路杏石口桥至六环路军庄桥路段，并通过杏石口桥向东连接正在规划中的西外大街西延快速路。杏石口桥至军庄桥段之间则计划修建西山隧道穿越山区。目前该路段仍然处于规划阶段（京蔚高速既有军庄桥以西路段已经预留向东延伸的条件）。
由于上述路段（特别是规划中的西山隧道）途径中国人民解放军陆军总部的管制区域，京蔚高速五环路至六环路路段的修建可能还需要征求军方同意，故京蔚高速杏石口桥至军庄桥段的修建具有一定的难度。至于京蔚高速杏石口桥至军庄桥段何时修建，目前还尚不明确。

### 军庄桥至小龙门隧道京冀界段（国道109新线）

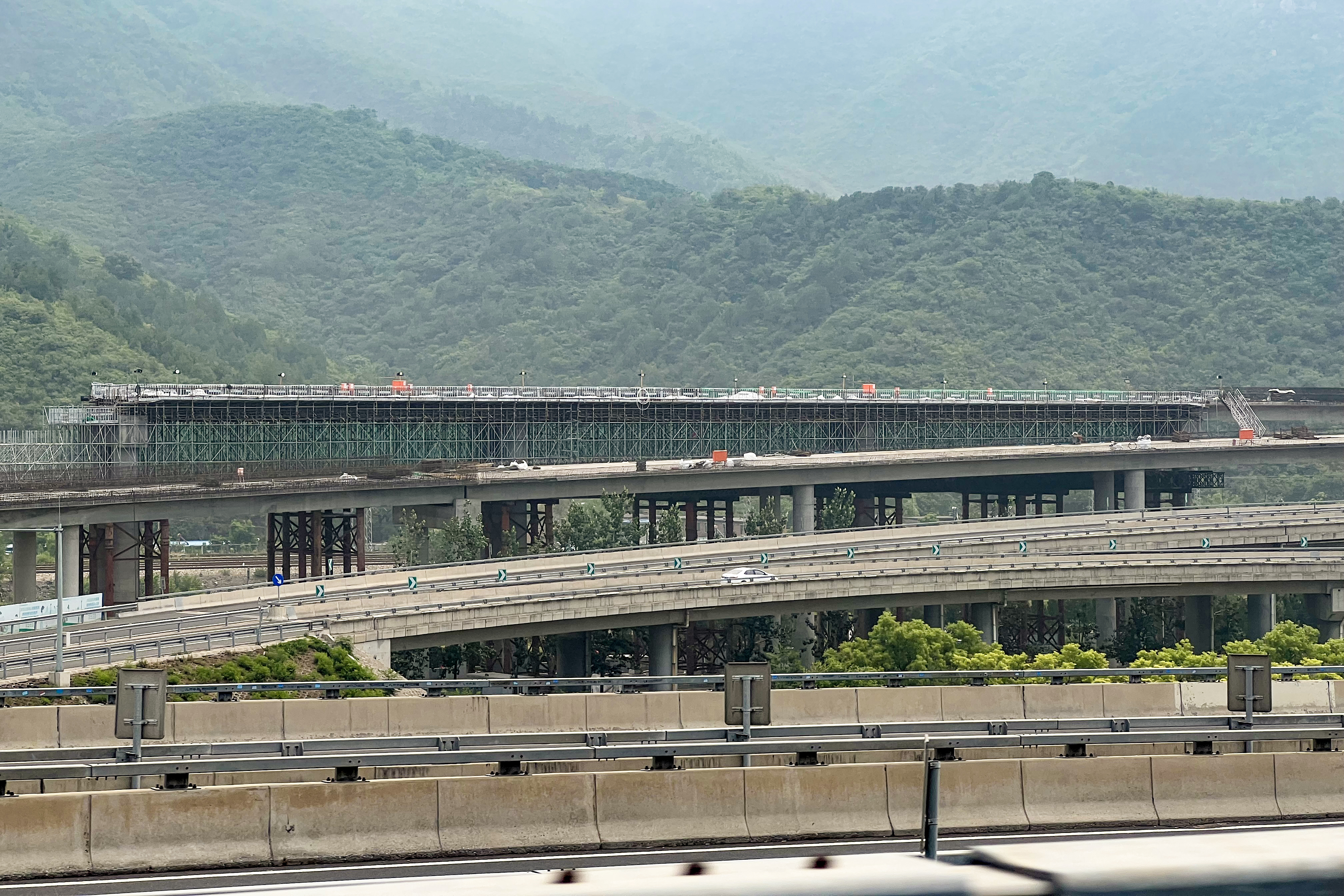
正在建设国道109新线的西六环军庄桥

109国道新线起点位六环路军庄立交，终点为市界小龙门隧道内，全长65.4公里。全线设计车速80km/h，西六环路至斋堂段采用双向六车道加硬路肩断面；斋堂至终点段采用双向六车道断面。由中国中铁作为出资人采用PPP模式建设。项目公司2020年2月28日成立，工程2020年3月1日开工，原计划2023年完工，但因当年发生的暴雨灾害延期，2023年汛期过后复工并计划增设应急联络线。西六环至灵山段于2024年7月1日15时30分正式通车。灵山以西段于2024年12月30日10时16分与河北段剩余部分同步建成通车。

## 河北段

### 灵山京冀界至G95段
该段由河北省承建，于2021年开工，同步利用 首都环线高速早期修建的预留匝道，实现京蔚高速北京门头沟段与首都环线高速的连接。2023年因洪灾导致工期拖延。
2024年10月12日，小龙门隧道左洞全线贯通。至此，小龙门隧道彻底全线贯通。
该段于2024年12月30日10时16分与北京段剩余部分同步建成通车。

### 首都环线高速并线段
该路段原为张涿高速的一部分，现已被划入 首都环线高速的一部分。该路段于2008年12月26日开工，2012年12月16日竣工。张涿高速建设时，在109国道出口附近预留了与京蔚高速北京段连接的匝道。

### 太行山高速京蔚段
太行山高速公路京蔚段位于张家口市涿鹿县和蔚县境内，呈东北至西南走向。起点经涿鹿卧佛寺互通与 首都环线高速张涿段相连，终点至蔚县南杨庄乡与张石高速蔚县支线顺接，全长约65.72公里，概算总投资65.12亿元。采用双向四车道高速公路标准建设，设计速度每小时100公里。

### 京蔚西段
张石高速公路蔚县支线东起蔚县县城东北南杨庄张石高速公路，西至河北山西界与山西广源高速公路相接，全长30.083公里，采用双向四车道高速公路标准建设，设计时速为100公里/小时，于2017年正式开工建设。2020年4月8日8时开通。

## 互通枢纽及服务设施
| 地区                                                                                         | 里程   | 类型                              | 名称                     | 连接                          | 说明                                             |
| -------------------------------------------------------------------------------------------- | ------ | --------------------------------- | ------------------------ | ----------------------------- | ------------------------------------------------ |
| 北京市 门头沟区                                                                              | 0      | 枢纽                              | 军庄桥（军庄永定河大桥） | 北京六环路                    | 起点                                             |
| 北京市 门头沟区                                                                              |        | 隧道                              | 陈家庄隧道               | 陈家庄隧道                    |                                                  |
| 北京市 门头沟区                                                                              |        | 隧道                              | 妙峰山隧道               | 妙峰山隧道                    |                                                  |
| 北京市 门头沟区                                                                              |        | 隧道                              | 黄台隧道                 | 黄台隧道                      |                                                  |
| 北京市 门头沟区                                                                              |        | 隧道                              | 安家庄隧道               | 安家庄隧道                    |                                                  |
| 北京市 门头沟区                                                                              |        | 隧道                              | 饮马鞍隧道               | 饮马鞍隧道                    |                                                  |
| 北京市 门头沟区                                                                              |        | 隧道                              | 黄岩沟隧道               | 黄岩沟隧道                    |                                                  |
| 北京市 门头沟区                                                                              | 25     | 出入口                            | 雁翅（青白口）           | 109国道                       |                                                  |
| 北京市 门头沟区                                                                              |        | 隧道                              | 青白口隧道               | 青白口隧道                    |                                                  |
| 北京市 门头沟区                                                                              |        | 隧道                              | 桑峪隧道                 | 桑峪隧道                      |                                                  |
| 北京市 门头沟区                                                                              | 32     | 停车场 · 加油设施 · 修车站 · 餐厅 | 西胡林服务区             | 西胡林服务区                  |                                                  |
| 北京市 门头沟区                                                                              |        | 隧道                              | 西胡林隧道               | 西胡林隧道                    |                                                  |
| 北京市 门头沟区                                                                              | 36     | 出入口                            | 斋堂                     | 109国道                       |                                                  |
| 北京市 门头沟区                                                                              |        | 隧道                              | 双龙峡隧道               | 双龙峡隧道                    |                                                  |
| 北京市 门头沟区                                                                              |        | 隧道                              | 大三里隧道               | 大三里隧道                    |                                                  |
| 北京市 门头沟区                                                                              |        | 隧道                              | 西达摩隧道               | 西达摩隧道                    |                                                  |
| 北京市 门头沟区                                                                              |        | 隧道                              | 上清水隧道               | 上清水隧道                    |                                                  |
| 北京市 门头沟区                                                                              | 48     | 出入口                            | 清水                     | 109国道                       |                                                  |
| 北京市 门头沟区                                                                              | 56     | 出入口                            | 灵山（齐家庄）           | 109国道                       |                                                  |
| 北京市 门头沟区                                                                              | 58     | 公安檢查站                        | 清水检查站               | 清水检查站                    | 仅北京方向进京检查站                             |
| 京冀界                                                                                       | 65     | 隧道                              | 小龙门隧道               | 小龙门隧道                    | 北京段长约4.4km，河北段长约2km                   |
| 张家口市 涿鹿县                                                                              | 69/391 | 枢纽                              | 小龙门                   | 首都环线高速                  | 与 首都环线高速共线段起点 北京方向出，蔚县方向入 |
| 张家口市 涿鹿县                                                                              | 71/393 | 出入口                            | 李家堡                   | 掉头匝道                      | 仅蔚县方向出，前往 首都环线高速涿州方向          |
| 张家口市 涿鹿县                                                                              | 73/395 | 出入口                            | 孔涧                     | 109国道                       |                                                  |
| 张家口市 涿鹿县                                                                              | 83/405 | 停车场 · 加油设施 · 修车站 · 餐厅 | 鲍家口服务区             | 鲍家口服务区                  |                                                  |
| 张家口市 涿鹿县                                                                              | 88/410 | 枢纽                              | 卧佛寺                   | 首都环线高速                  | 与 首都环线高速共线段终点                        |
| 张家口市 涿鹿县                                                                              | 94     | 停车场 · 飲料小吃                 | 皇帝城停车区             | 皇帝城停车区                  |                                                  |
| 张家口市 涿鹿县                                                                              | 97     | 出入口                            | 涿鹿南                   | 109国道                       |                                                  |
| 张家口市 涿鹿县                                                                              | 111    | 出入口                            | 小五台东                 | 109国道                       |                                                  |
| 张家口市 蔚县                                                                                | 124    | 出入口                            | 桃花                     | 桃花                          |                                                  |
| 张家口市 蔚县                                                                                | 126    | 停车场 · 加油设施 · 修车站 · 餐厅 | 小五台服务区             | 小五台服务区                  |                                                  |
| 张家口市 蔚县                                                                                | 134    | 出入口                            | 小五台                   | 小五台                        |                                                  |
| 张家口市 蔚县                                                                                | 146    | 停车场 · 飲料小吃                 | 蔚县停车区               | 蔚县停车区                    |                                                  |
| 张家口市 蔚县                                                                                | 150    | 出入口                            | 西合营                   | 112国道                       |                                                  |
| 张家口市 蔚县                                                                                | 155    | 枢纽                              | 南杨庄                   | 张石高速张家口段              |                                                  |
| 张家口市 蔚县                                                                                | 162    | 出入口                            | 蔚县北                   | 雪绒花大道（ 239国道） 工业街 | 原代王城站                                       |
| 张家口市 蔚县                                                                                | 173    | 出入口                            | 蔚县西                   | 239国道                       | 原蔚州古城站                                     |
| 张家口市 蔚县                                                                                | 182    | 停车场 · 加油设施 · 修车站 · 餐厅 | 暖泉服务区               | 暖泉服务区                    |                                                  |
| 张家口市 蔚县                                                                                | 183    | 出入口                            | 暖泉古镇                 | 暖泉古镇                      |                                                  |
| 冀晋界                                                                                       | 184    | 地界                              | 冀晋界                   | 广宁高速                      |                                                  |
| 1.000 英里 = 1.609 千米；1.000 千米 = 0.621 英里 并行路段 • 已关闭／取消 • 限制进入 • 未开放 |        |                                   |                          |                               |                                                  |